# Rajd Polski 1980
Rajd Polski 1980 (40. Rajd Polski) to kolejna, 40. edycja rajdu samochodowego Rajd Polski rozgrywanego w Polsce. Rozgrywany był od 10 do 12 lipca 1980 roku. Bazą rajdu był Wrocław. Rajd był dwudziestą dziewiątą rundą Rajdowych Mistrzostw Europy w roku 1980 o współczynniku 4, trzecią rundą Rajdowych Samochodowych Mistrzostw Polski w roku 1980, trzynastą rundą Rajdowych Mistrzostw Hiszpanii i czwartą rundą Rajdowego Pucharu Pokoju i Przyjaźni w roku 1980. Liczył 44 odcinki specjalne.

## Klasyfikacja generalna rajdu i ERC[5]
| Miejsce | Kierowca          | Pilot               | Samochód             | Czas      | Strata   |
| ------- | ----------------- | ------------------- | -------------------- | --------- | -------- |
| 1       | Antonio Zanini    | Jorge Sabater       | Porsche 911 SC       | 3:58:04,4 | –        |
| 2       | Jean Ragnotti     | Jean-Marc Andrie    | Renault 5 Alpine     | 4:04:13,0 | +6:08,6  |
| 3       | Holger Bohne      | Peter Diekmann      | Mercedes-Benz 450SLC | 4:11:12,2 | +13:07,8 |
| 4       | Leo Pavlik        | Borivoj Motl        | Renault 5 Alpine     | 4:12:44,0 | +14:39,6 |
| 5       | Jiri Sedivy       | Jiri Janecek        | Škoda 130 RS         | 4:13:38,5 | +15:34,1 |
| 6       | Svatopluk Kvaizar | Jiri Kotek          | Škoda 130 RS         | 4:15:43,5 | +17:39,1 |
| 7       | Peter Holub       | Joachim-Hans Weibel | Opel Ascona          | 4:16:42,5 | +18:38,1 |
| 8       | Maciej Stawowiak  | Ryszard Żyszkowski  | FSO Polonez 2000     | 4:17:01,0 | +18:56,6 |
| 9       | Błażej Krupa      | Piotr Mystkowski    | Renault 5 Alpine     | 4:22:37,4 | +24:33,0 |
| 10      | Bogdan Wozowicz   | Witold Wozowicz     | Łada 1600            | 4:23:28,4 | +25:24,0 |

## Wyniki RSMP[6]
| Miejsce | Kierowca             | Pilot                     | Samochód              | Czas      | Strata |
| ------- | -------------------- | ------------------------- | --------------------- | --------- | ------ |
| 1       | Maciej Stawowiak     | Ryszard Żyszkowski        | FSO Polonez 2000      | 4:17:01   | –      |
| 2       | Błażej Krupa         | Piotr Mystkowski          | Renault 5 Alpine      | 4:22:37,4 | +5:36  |
| 3       | Bogdan Wozowicz      | Witold Wozowicz           | Lada VAZ 21011        | 4:23:28,4 | +6:27  |
| 4       | Tomasz Ciecierzyński | Jacek Różański            | FSO Polonez 2000      | 4:25:58   | +8:57  |
| 5       | Andrzej Koper        | Włodzimierz Krzemiński    | Renault 5 Alpine      | 4:30:05   | +13:04 |
| 6       | Janusz Książkiewicz  | Andrzej Pietrzak          | FSO Polonez 2000      | 4:37:06   | +20:05 |
| 7       | Andrzej Radecki      | Romuald Zbigniew Kabulski | Polski Fiat 125p 1600 | 4:44:52   | +27:51 |
| 8       | Józef Ważny          | Januariusz Czerwoniec     | FSO Polonez 2000      | 4:50:37   | +33:36 |
| 9       | Wiktor Polak         | Marcin Osiowski           | Lada VAZ 21011        | 4:54:44   | +37:43 |
| 10      | Ryszard Plucha       | Marek Oziębło             | FSO Polonez 1500      | 4:59:14   | +42:13 |

## KlasyfikacjaCoPaF[7]
| Miejsce | Kierowca          | Pilot              | Samochód         | Czas      | Strata |
| ------- | ----------------- | ------------------ | ---------------- | --------- | ------ |
| 1       | Jiří Šedivý       | Jiří Janeček       | Škoda 130 RS     | 4:13:38,5 | 0.00   |
| 2       | Svatopluk Kvaizar | Jiri Kotek         | Škoda 130 RS     | 4:15:43,5 | +2:05  |
| 3       | Maciej Stawowiak  | Ryszard Żyszkowski | FSO Polonez 2000 | 4:17:01,0 | +3:22  |
| 4       | Bogdan Wozowicz   | Witold Wozowicz    | Łada 1600        | 4:23:28,4 | +9:49  |